# Dunsum
Dunsum (Fering: Dunsem) là một đô thị ở bờ tây của Föhr trong huyện Nordfriesland, trong bang Schleswig-Holstein, Đức. Đô thị này có diện tích 2,72 km2, dân số thời điểm ngày 31 tháng 12 năm 2006 là 67 người. 
Là một khu vực thuộc Westerland Föhr, Dunsum đã thuộc khu đất lọt vào trong lãnh thổ Đan Mạch và do đó đã thuộc hoàng gia Đan Mạch trong khi Osterland Föhr lại thuộc về lãnh địa Schleswig. Chỉ khi Đan Mạch mấtSchleswig về tay Phổ trong chiến tranh Schleswig thứ 2, Dunsum đã thuộc Schleswig-Holstein.